# Adolf Gottwald
Adolf Gottwald (16. ledna 1878 Horka nad Moravou – 3. dubna 1920 Olomouc) byl český překladatel.

## Život a literární činnost
O jeho životě se nezachovaly žádné bližší informace, přesto je ale známé, že kromě překládatelské činnosti byl také svérázným filosofem.
Překládal z angličtiny, francouzštiny, němčiny a ruštiny, a to zejména beletrii, zřídkavěji ale také historická, uměnovedná, kulturněhistorická nebo biografická díla. K autorům krásné literatury, jejichž díla přeložil, patří například Edgar Allan Poe, Anatole France, Victor Hugo, Voltaire nebo Guy de Maupassant.